# Université Moi
L’université Moi (en anglais : Moi University) est une université publique kényane située à Eldoret, dans l’ouest du pays.